# Thamaga
Thamaga este un sat în Botswana.